# Rodna (Washington)
Rodna az Amerikai Egyesült Államok északnyugati részén, Washington állam Garfield megyéjében elhelyezkedő kísértetváros.
Rodna postahivatala 1912 és 1931 között működött. A települést korábban Ray néven is ismerték.

## Fordítás
Ez a szócikk részben vagy egészben  a   Rodna, Washington című angol Wikipédia-szócikk ezen változatának fordításán alapul.  Az eredeti cikk szerkesztőit annak laptörténete sorolja fel. Ez a jelzés csupán a megfogalmazás eredetét és a szerzői jogokat jelzi, nem szolgál a cikkben szereplő információk forrásmegjelöléseként.